# Kumbe
Der Kumbe (indon. sungai Kumbe, früher niederl. Koembe Rivier) ist ein Fluss im Regierungsbezirk Merauke, Provinz Papua Selatan, Indonesien. Er ist 242 km lang, 100 bis 700 m breit und hat einen stark mäandrierenden Lauf.
Entlang der Flüsse Kumbe und Bian siedelten sich vornehmlich Marind-anim an, da ihnen die Flüsse ebenso wie die Arafurasee eine stabile Nahrungsversorgung boten. Am oberen Kumbe siedeln auch Je-nan.
Die Siedlung an der Mündung (-8° 21'; 140° 13') heißt ebenfalls Kumbe.